# Ruedi Krebs
Ruedi Krebs (* 26. August 1938 in Bern) ist ein Schweizer Liedermacher und Mitglied der Berner Troubadours.

## Leben
Ruedi Krebs ist in Bern aufgewachsen und hat dort bis 1998 als Deutschlehrer gearbeitet. Seit 1964 tritt er mit seinen Chansons sowohl solo als auch mit den Berner Troubadours auf.

## Werke

### Liederbuch
- Mit Rosmarie Fahrer, Mani Matter, Hugo Ramseyer, Bernhard Stirnemann und Fritz Widmer. Ballade, Lumpeliedli, Chansons à la bernoise. Benteli, Bern 1965
- Berner Alltag. 26 Glossen aus dem „Bund“, Wyss, Bern 1981

### Eigene Tonträger
- Hüt het mi es Güegi gstoche, EP, Zytglogge (zyt 3), 1966 (zusammen mit Fritz Widmer)
- Einisch am ne schönen Aabe, EP, Zytglogge (zyt 6), 1967
- Es het einisch eine gseit, EP, Zytglogge (zyt 13), 1968
- Wenn i mi no so ma bsinne, LP, 1975 (als CD: 2000)
- Kennet Dir scho ds NPM, CD, Live-Aufnahme vom 14. November 2002 (aus dem Programm Réserve du Patron der Berner Troubadours)
- I bin e Velofahrer, CD, 2004
- d schätte vo de loubeböge, CD, 2008

### Aufnahmen mit den Berner Troubadours
- Berner Troubadours – Live, LP mit Chansons von allen sechs Troubadours, Zytglogge (zyt 16), Gümligen 1971 (CD: zyt 4016)
- Alti Hüet, LP mit Live-Aufnahme ihres „Nostalgieprogramms“ vom 18. September 1978 in Bern, Zytglogge (zyt 39), Gümligen 1978
- Das Konzert, 2 LPs (bzw. CDs) mit Live-Aufnahme ihres Jubiläumsprogramms vom 27. November 1985 im Stadttheater Bern, Zytglogge, Gümligen 1986 (CD: zyt 4052)
- Das neue Programm, CD mit Live-Aufnahme (Krebs, Stirnemann & Traber) vom 16. Mai 1991 in der Mahogany-Hall in Bern, Zytglogge (zyt 4067), Gümligen 1991
- 30 Jahre – Altes, Älteres, Neueres und Neues, 2CDs mit Live-Aufnahme vom 19. November 1995 aus dem Stadttheater Bern, Zytglogge (zyt 4076), Gümligen 1996
- Gäng wie gäng – Programm 2000, 2 CDs, live aus der Capella in Bern (La Cappella LIVE DCD), Bern 2000
- 40 Jahre Berner Troubadours, CD mit Liveaufnahmen aus dem Stadttheater Bern vom 13. Februar und 20. März 2005, Zytglogge (zyt 4095), Gümligen 2005